# Orlando (película)
Orlando es una película de 1993, basada en la novela Orlando, de Virginia Woolf, protagonizada por Tilda Swinton, como Orlando; Billy Zane, como Marmaduke Bonthrop Shelmerdine, y Quentin Crisp, como la reina Isabel.
La película fue dirigida por Sally Potter. El actor Toby Stephens, hijo de Maggie Smith, aparece como un actor isabelino, en el papel de Otelo. El icono gay Jimmy Somerville ofrece algo de la música y aparece en un cameo como un ángel.
El filme fue nominado por los Premios de la Academia a mejor dirección de arte y diseño de vestuario. La película también fue nominada para el premio a la Mejor Película Extranjera de 1994 por los Premios Independent Spirit.
Sony Pictures Classics lanzó nuevamente el filme en teatros selectos, a partir 6 de agosto del 2010.

## Argumento
La película comienza en la época isabelina poco antes de la muerte de la reina Isabel I. En su lecho de muerte, Isabel entrega a un noble y andrógino joven llamado Orlando una gran extensión de tierra y un castillo construido en ella junto con una generosa donación monetaria que ella solo le dará a él con la promesa "No desvanecer. No marchitarse. No envejecer". Tanto él como sus herederos conservarán la tierra y la herencia para siempre. Orlando cumple la promesa y después de su muerte vive en el castillo durante muchos siglos, durante los cuales persigue sus intereses en poesía y arte, a pesar de sus intentos de hacerse amigo de un famoso poeta, los cuales se vuelven inútiles cuando el poeta escribe una sátira cruel sobre Orlando. Luego, éste viaja a Constantinopla como embajador británico en Turquía, pero casi es asesinado en una intriga diplomática. Al despertar a la mañana siguiente, sin embargo, se entera de algo aún más sorprendente: Durante la noche se ha convertido en mujer. Orlando, ahora con el cuerpo de una mujer, regresa a su castillo vistiendo atuendos característicos de Medio Oriente, tan solo para descubrir que tiene varios juicios pendientes. Las demandas están basadas esencialmente en el hecho de considerar que Orlando desde el comienzo siempre fue una mujer, y por lo tanto no tiene derecho a la tierra o cualquiera de sus herencias reales. Los siglos posteriores son realmente fatigosos, sus casos en la corte, su mala suerte en el amor y las guerras de la historia británica finalmente la llevan hasta los 1990 años con un libro escrito y un hijo, habiendo vivido una existencia por demás extraña, y sin embargo, habiendo encontrado tranquilidad en ello.

## Reparto
- Tilda Swinton como Orlando
- Billy Zane como Shelmerdine
- Lothaire Bluteau como El Khan
- John Wood como Archiduque Harry
- Quentin Crisp como Isabel I de Inglaterra

- Datos: Q188384